# استیون ویلیامز (کارگردان)
استیون ویلیامز (انگلیسی: Stephen Williams؛ زادهٔ ۲۶ آوریل ۱۹۷۸) تهیه‌کننده تلویزیونی و کارگردان اهل کانادا است. وی از سال ۱۹۹۳ میلادی تاکنون مشغول فعالیت بوده‌است.
از فیلم‌ها یا مجموعه‌های تلویزیونی که وی در آن‌ها نقش داشته است، می‌توان به لاست و فرشته تاریکی اشاره نمود.